# Liste der Bodendenkmäler in Unterdießen
Auf dieser Seite sind die Bodendenkmäler in der oberbayerischen Gemeinde Unterdießen zusammengestellt. Diese Tabelle ist eine Teilliste der Liste der Bodendenkmäler in Bayern. Grundlage ist die Bayerische Denkmalliste, die auf Basis des Bayerischen Denkmalschutzgesetzes vom 1. Oktober 1973 erstmals erstellt wurde und seither durch das Bayerische Landesamt für Denkmalpflege geführt wird. Die folgenden Angaben ersetzen nicht die rechtsverbindliche Auskunft der Denkmalschutzbehörde.

## Bodendenkmäler der Gemeinde Unterdießen

### Bodendenkmäler in der Gemarkung Dornstetten
| Lage                                            | Objekt | Akten-Nr.     | Bild           |
| ----------------------------------------------- | --- | ------------- | -------------- |
| Dornstetten Sankt-Gangwolf-Straße 13 (Standort) | Untertägige spätmittelalterliche und frühneuzeitliche Befunde im Bereich der Katholischen Filialkirche St. Gangwolf in Dornstetten und ihres Vorgängerbaus. | D-1-8031-0138 | weitere Bilder |

### Bodendenkmäler in der Gemarkung Oberdießen
| Lage                               | Objekt | Akten-Nr.     | Bild           |
| ---------------------------------- | --- | ------------- | -------------- |
| Oberdießen Dorfstraße 7 (Standort) | Untertägige mittelalterliche und frühneuzeitliche Befunde im Bereich der Katholischen Pfarrkirche St. Rupert in Oberdießen und ihrer Vorgängerbauten. Siehe auch: St. Rupert (Oberdießen), Oberdießen | D-1-8030-0032 | weitere Bilder |

### Bodendenkmäler in der Gemarkung Unterdießen
| Lage                                 | Objekt | Akten-Nr.     | Bild           |
| ------------------------------------ | --- | ------------- | -------------- |
| Unterdießen Kirchweg 16 (Standort)   | Untertägige spätmittelalterliche und frühneuzeitliche Befunde im Bereich der Katholischen Pfarrkirche St. Nikolaus in Unterdießen.                                                       | D-1-8030-0034 | weitere Bilder |
| Unterdießen Schloßberg 18 (Standort) | Untertägige mittelalterliche und frühneuzeitliche Befunde im Bereich von Schloss Unterdießen und seiner Vorgängerbauten mit abgegangenem Wirtschaftshof. Siehe auch: Schloss Unterdießen | D-1-8030-0035 | weitere Bilder |
| Unterdießen (Standort)               | Siedlung vor- und frühgeschichtlicher Zeitstellung. | D-1-8031-0101 |                |
| Unterdießen (Standort)               | Straße der römischen Kaiserzeit (Teilstück der Trasse Augsburg-Füssen). Siehe auch: Römische Kaiserzeit                                                                                  | D-1-8031-0105 |                |
| Unterdießen (Standort)               | Grabenwerk vor- und frühgeschichtlicher Zeitstellung. | D-1-8031-0139 |                |